# Elecciones estatales de Bremen de 2003

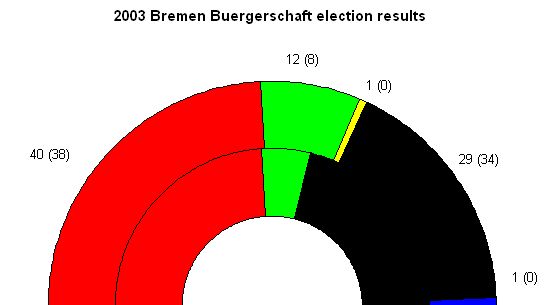
Escaños -- SPD en rojo, CDU en negro, Verdes en verde, FDP en amarillo, DVU en azul (el número de escaños obtenidos por cada partido en la elección anterior se encuentra en paréntesis).

Las Elecciones estatales de Bremen de 2003, se llevaron a cabo el 25 de mayo de 2003, con el propósito de elegir a los miembros del Bürgerschaft de Bremen.

## Sistema electoral
Las elecciones estatales de Bremen tienen algunas diferencias respecto a otras elecciones alemanas. En esta elección se eligieron 83 diputados, 67 de la ciudad de Bremen y los restantes 16 de la ciudad de Bremerhaven, con cláusulas del cinco por ciento separadas. Así, el FDP y la DVU obtuvieron un escaño de Bremerhaven, debido a que habían obtenido más de un 5% en esta ciudad.

## Resultados
Los resultados fueron los siguientes:
| Partido | Partido                                     | Votos   | % de votos   | Escaños  | % de escaños |
| ------- | ------------------------------------------- | ------- | ------------ | -------- | ------------ |
|         | Partido Socialdemócrata de Alemania (SPD)   | 123,480 | 42.3% (-0,3) | 40 (-7)  | 48.2%        |
|         | Union Demócrata Cristiana de Alemania (CDU) | 86,819  | 29.8% (-7.3) | 29 (-13) | 34.9%        |
|         | Alianza 90/Los Verdes (GRÜNE)               | 37,350  | 12.8% (+3.9) | 12 (+2)  | 14.5%        |
|         | Partido Democrático Liberal (FDP)           | 12,294  | 4.2% (+1.7)  | 1 (+1)   | 1.2%         |
|         | Deutsche Volksunion (DVU)                   | 6,642   | 2.3% (-0.7)  | 1 (=)    | 1.2%         |
|         | Partei Rechtsstaatlicher Offensive (Schill) | 12,876  | 4.4% (+4.4)  | 0 (=)    | 0.0%         |
|         | Partido del Socialismo Democrático (PDS)    | 4,885   | 1.7% (-1.2)  | 0 (=)    | 0.0%         |
|         | Otros                                       | 7,420   | 2.5% (-0.4)  | 0 (=)    | 0.0%         |
| Total   | Total                                       | 291,766 | 100.0%       | 83 (-17) | 100.0%       |

## Post-elección
El Dr. Henning Scherf (SPD) se mantuvo en el cargo de alcalde y presidente del Senado, en una coalición SPD-CDU.